# Laccoptera nunbergi
Laccoptera nunbergi is een keversoort uit de familie bladkevers (Chrysomelidae). De wetenschappelijke naam van de soort werd in 1994 gepubliceerd door Borowiec.